# Angraecum cucullatum
Angraecum cucullatum är en orkidéart som beskrevs av Louis Marie Aubert Du Petit-Thouars. Angraecum cucullatum ingår i släktet Angraecum och familjen orkidéer.
Artens utbredningsområde är Réunion. Inga underarter finns listade i Catalogue of Life.